# Bliaud
Le bliaud (ou bliaut) est un vêtement porté au Moyen Âge par les femmes et les hommes. Pour les femmes c'est une longue robe étroite, tandis que pour les hommes ce n'est qu'une tunique.

## Histoire et description

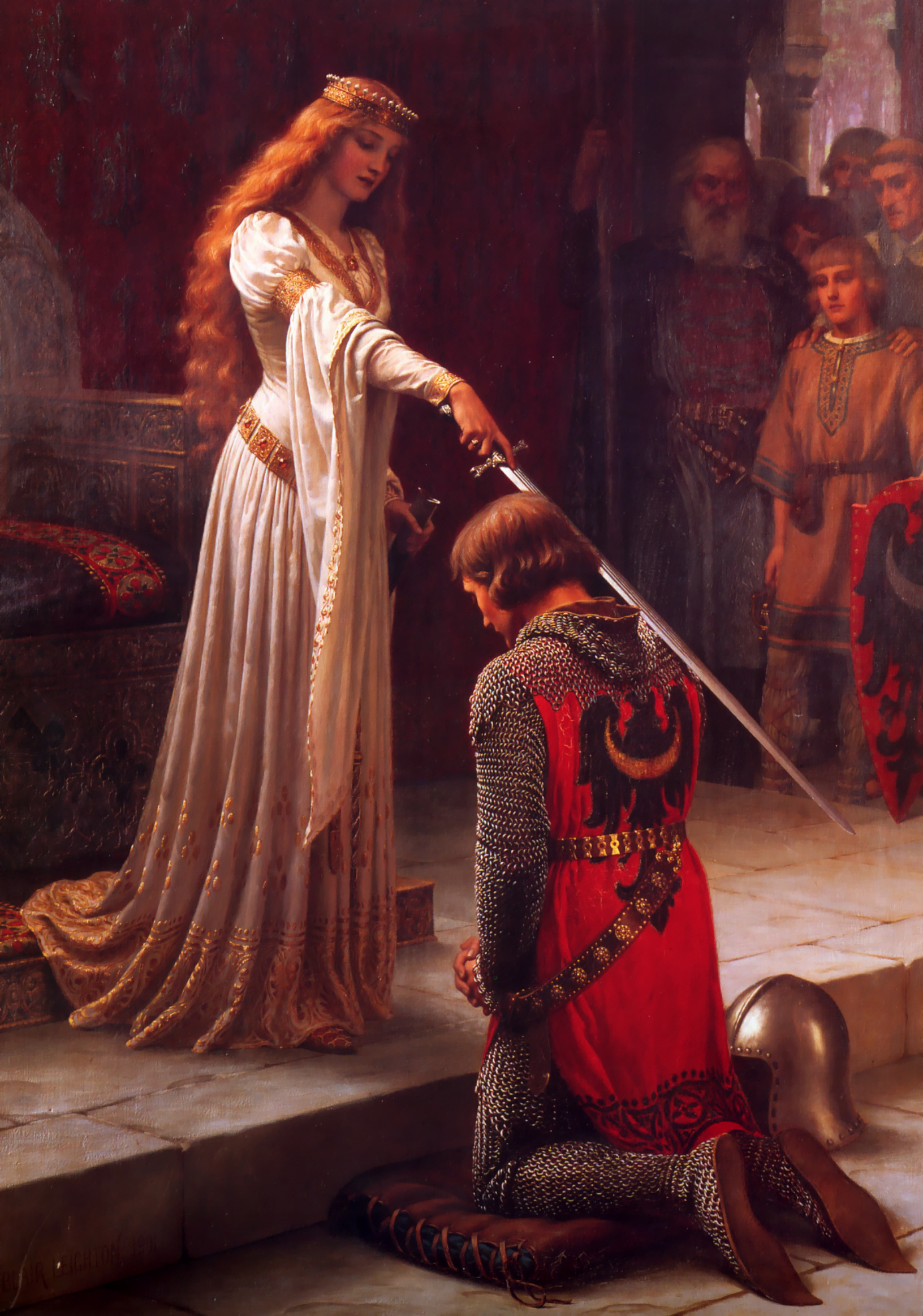
Edmund blair Leighton accolade

Apparu dans les cours en France et en Angleterre au cours du XIIe siècle, il se compose d'une longue robe très ample et très serrée à la taille. Ce vêtement se caractérise aussi par ses manches, serrées de l'épaule jusqu'au coude, puis de plus en plus larges, allant jusqu'à toucher le sol. Ces manches étaient souvent portées rattachées ou nouées pour ne pas gêner les mouvements.  Le bliaud était très souvent porté avec une ceinture décorative très longue. Ce vêtement se porte au-dessus d'une chemise, appelée chainse. Les bords, manches et ourlets, sont souvent ornées de bandes d'orfroi.
Il s'agit d'un des premiers témoignages d'une idée de "mode" au sens moderne du terme. Apparu à la suite du retour des Croisades, on croit que ce vêtement est lié à l'arrivée de la soie en grande quantité. À l'époque, l'abondance de tissu traduisait la richesse, d'où le goût pour les plis et manches longues. Il est très présent en France, en Angleterre, c'est-à-dire dans les domaines appartenant aux Plantagenêt.

## Construction
L'absence de tout vestige réel, et le manque cruel de documents écrits ou dessinés concernant les vêtements de l'époque réduisent la connaissance que nous avons de ce vêtement. Il faut s'en tenir aux représentations sculptées, qui elles en revanche sont nombreuses. Plusieurs théories existent sur la construction du bliaud : la jupe était-elle cousue séparément, où s'agit-il d'une seule tunique élargie par l'ajout de soufflets ? Les plis sont-ils obtenus en plissant le tissu au préalable ou grâce à des lacets ?
Il semblerait que la robe était formée, comme la plupart des vêtements de l'époque, de simples formes géométriques cousues ensemble, avec un laçage particulièrement serré au niveau de l'abdomen. Ce laçage est clairement visible sur les statues de femmes du portail de la cathédrale d'Angers.

## Représentations
Les images les plus connues du bliaud sont celles des statues-colonnes de la Cathédrale de Chartres, qui restent un document précieux. Les églises romanes bâties dans le domaine Plantagenêt ont souvent des représentations de la Vierge, ou de saintes femmes, vêtues de cet habit (Notre-Dame-la-Grande de Poitiers, L'Octogone de Montmorillon, l'église Sainte-Hérie de Matha)

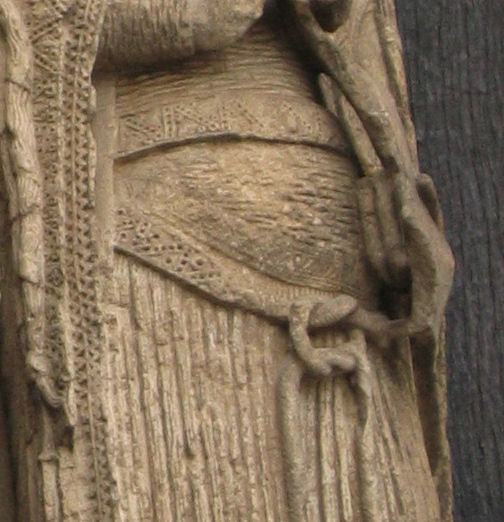
Détail de la ceinture.
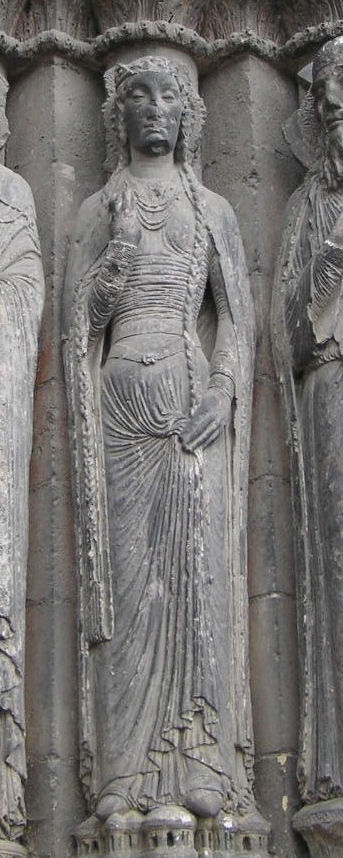
Occidental de la cathédrale d'Angers, femme Sainte portant un bliaut (fin du XIIe siècle).

## Formes modernes
Courte blouse en grosse toile bleue, sans col ni boutons, le bliaud formait, au-dessus du pantalon, le vêtement de travail des mariniers sur la Loire.

## Sources
1. ↑  Patrick Villiers, Une histoire de la marine de Loire, 1996, p. 164.